# Давлятов, Бакир Рахимович
Бакир Рахимович Давля́тов (23 мая 1915, Староамирово, Уфимская губерния — 31 марта 1982, Таджикистан) — старший сержант Рабоче-крестьянской Красной Армии, участник Великой Отечественной войны, Герой Советского Союза (1944).

## Биография
Бакир Давлятов родился 10 (23) мая 1915 года в деревне Староамирово (ныне — Благоварский район Башкортостана) в семье крестьянина. 
Татарин. Получил неполное среднее образование.
С 15 лет работал на различных стройках СССР.
С 1936 года проживал в городе Регар Таджикской ССР, работал в колхозе "Первое Мая" Регарского района.
В 1937—1940 годах Давлятов проходил службу в Рабоче-крестьянской Красной Армии. Демобилизовавшись, работал заместителем председателя колхоза.
В ноябре 1941 года Давлятов был повторно призван в армию. С октября 1942 года — на фронтах Великой Отечественной войны. К сентябрю 1943 года гвардии старший сержант Бакир Давлятов был первым номером расчёта станкового пулемёта 4-го эскадрона 60-го гвардейского кавалерийского полка 16-й гвардейской кавалерийской дивизии 7-го гвардейского кавалерийского корпуса 61-й армии Центрального фронта.
В 1943 году вступил в коммунистическую партию.
Отличился во время битвы за Днепр.
Во время боев на днепровском плацдарме в составе группы из трёх человек участвовал в ночном разведпоиске в тылу противника, в ходе которого был захвачен шофёр немецкого грузовика, на следующий день отличился в ходе боя в районе Березново - при отражении немецкой контратаки пулемётный расчёт Давлятова уничтожил более 20 солдат противника и вёл огонь по атаковавшим советские позиции немецким самолётам.
28 сентября 1943 года Давлятов со своим расчётом в числе первых в эскадроне переправились через Днепр в районе села Вялье Брагинского района Гомельской области Белорусской ССР. Пулемётным огнём он подавил вражескую огневую точку, что способствовало успешному продвижению вперёд всего эскадрона. 29 сентября 1943 года в ходе боя за деревню Галки Давлятов, выдвинувшись с пулемётом вперёд, уничтожил группу солдат противника, обеспечив успешное освобождение деревни. В бою его пулемёт вышел из строя, но Давлятов продолжил вести огонь из винтовки.
Указом Президиума Верховного Совета СССР «О присвоении звания Героя Советского Союза генералам, офицерскому, сержантскому и рядовому составу Красной Армии» от 15 января 1944 года за «образцовое выполнение боевых заданий командования на фронте борьбы с немецкими захватчиками и проявленными при этом отвагу и геройство» гвардии старший сержант Бакир Давлятов был удостоен высокого звания Героя Советского Союза с вручением ордена Ленина и медали «Золотая Звезда».
8 января 1944 года в бою у города Мозырь Давлятов получил тяжёлое ранение и лишился обеих ног.
После долгого лечения он был демобилизован из армии по инвалидности.
Проживал и работал в городе Регар Таджикской ССР, работал заведующим Регарского отдела социального обеспечения.
Умер 31 марта 1982 года, похоронен в городе Турсунзаде.

## Память
В честь Давлятова названа  школа № 98 в Турсунзаде.
2 мая 2015 года в средней школе № 98 в Турсунзаде в рамках празднования 70-летия Великой Победы состоялись торжественные мероприятия и установлен бюст, посвященный памяти Герою Советского Союза Бакиру Давлятову.

## Награды
- Орден Ленина (15.01.1944).
- Звезда Героя Советского Союза № 4641 (15.01.1944)[2][4].
- Орден Отечественной войны I степени[2] (1945) - за сбитый пулемётным огнём немецкий истребитель[1].
- Орден Красной Звезды[2] (06.10.1943)[5].
- Медаль «За отвагу» (12.12.1942)[6].
- Медали[2].